# Bothriceps australis
Bothriceps australis è un anfibio estinto, appartenente ai temnospondili. Visse nel Permiano superiore (circa 260 - 255 milioni di anni fa) e i suoi resti fossili sono stati ritrovati in Australia.

## Descrizione
Questo animale doveva essere simile a una grande salamandra dal cranio piatto, corto e largo. Il cranio era di forma pressoché triangolare, dal muso smussato e dalla parte posteriore allargata. Le ossa del cranio erano ornamentate da piccole fossette poligonali irregolari. Il cranio era lungo poco più di dieci centimetri, e l'intero animale non doveva raggiungere il metro di lunghezza. Le orbite, rivolte verso l'alto, erano posizionate appena oltre la metà del cranio verso il muso, ed erano di forma ovale. Rispetto ad altri generi simili ma successivi, come Brachyops, il muso era più appuntito e meno arrotondato, e le orbite erano leggermente più arretrate e meno spaziate. I denti erano molto numerosi, vicini fra loro e appuntiti; le loro basi erano espanse e dotate di circa dodici strie longitudinali che si estendevano fin quasi a raggiungere l'apice del dente. La struttura delle vertebre ricordano quelle di Tupilakosaurus, un altro temnospondilo appartenente a un gruppo più basale.

## Classificazione
Bothriceps australis venne descritto per la prima volta nel 1859 da Thomas Henry Huxley, sulla base di resti fossili ritrovati in Australia, nella zona di Koonya in Tasmania; i terreni di provenienza dei fossili, inizialmente di datazione incerta, sono poi stati attribuiti alla fine del Permiano. Inizialmente Bothriceps è stato attribuito ai brachiopidi, un gruppo di anfibi tipici del Mesozoico, dai crani appiattiti e arrotondati. Successive analisi hanno dimostrato che Bothriceps possedeva caratteristiche troppo primitive per essere incluso in questa famiglia, ed è stato istituito quindi il clade Brachyopomorpha, comprendente anche la superfamiglia Brachyopoidea (Brachyopidae e Chigutisauridae), in cui Bothriceps risulta il membro più basale. Al genere Bothriceps sono state attribuite anche altre specie, come B. major, che in seguito è stata attribuita a un altro genere di anfibi temnospondili, Trucheosaurus. Il genere Platycepsion, per lungo tempo, è stato confuso con Bothriceps, mentre il genere Keratobrachyops potrebbe essere effettivamente il più stretto parente di Bothriceps.